# Drosophila glabriapex
Drosophila glabriapex är en tvåvingeart som beskrevs av Elmo Hardy och Kaneshiro 1968. Drosophila glabriapex ingår i släktet Drosophila och familjen daggflugor.
Artens utbredningsområde är Hawaii.